# Dermatobranchus
Genre
Synonymes
- Dermatobranchopsis Baba, 1949
- Pleuroleura Bergh, 1874 [1]

Dermatobranchus est un genre de nudibranches de la famille des Arminidae.

## Liste des espèces
Selon World Register of Marine Species (12 mars 2016) :
- Dermatobranchus albineus Gosliner & Fahey, 2011
- Dermatobranchus albopunctulatus Baba, 1949
- Dermatobranchus albus (Eliot, 1904)
- Dermatobranchus arminus Gosliner & Fahey, 2011
- Dermatobranchus caeruleomaculatus Gosliner & Fahey, 2011
- Dermatobranchus caesitius Gosliner & Fahey, 2011
- Dermatobranchus cymatilis Gosliner & Fahey, 2011
- Dermatobranchus dendronephthyphagus Gosliner & Fahey, 2011
- Dermatobranchus diagonalis Gosliner & Fahey, 2011
- Dermatobranchus earlei Gosliner & Fahey, 2011
- Dermatobranchus fasciatus Gosliner & Fahey, 2011
- Dermatobranchus fortunatus (Bergh, 1888)
- Dermatobranchus funiculus Gosliner & Fahey, 2011
- Dermatobranchus glaber (Eliot, 1908)
- Dermatobranchus gonatophorus van Hasselt, 1824
- Dermatobranchus kalyptos Gosliner & Fahey, 2011
- Dermatobranchus kokonas Gosliner & Fahey, 2011
- Dermatobranchus leoni Gosliner & Fahey, 2011
- Dermatobranchus marginlatus Lin, 1981
- Dermatobranchus microphallus Gosliner & Fahey, 2011
- Dermatobranchus multidentatus Baba, 1949
- Dermatobranchus multistriatus Lin, 1981
- Dermatobranchus nigropunctatus Baba, 1949
- Dermatobranchus oculus Gosliner & Fahey, 2011
- Dermatobranchus ornatus (Bergh, 1874)
- Dermatobranchus otome Baba, 1992
- Dermatobranchus phyllodes Gosliner & Fahey, 2011
- Dermatobranchus piperoides Gosliner & Fahey, 2011
- Dermatobranchus primus Baba, 1976
- Dermatobranchus pustulosus van Hasselt, 1824
- Dermatobranchus rodmani Gosliner & Fahey, 2011
- Dermatobranchus rubidus (Gould, 1852)
- Dermatobranchus sagamianus Baba, 1949
- Dermatobranchus semilunus Gosliner & Fahey, 2011
- Dermatobranchus semistriatus Baba, 1949
- Dermatobranchus striatellus Baba, 1949
- Dermatobranchus striatus van Hasselt, 1824
- Dermatobranchus substriatus Baba, 1949
- Dermatobranchus tongshanensis Lin, 1981
- Dermatobranchus tuberculatus Gosliner & Fahey, 2011
- Dermatobranchus sp. 1 (non reconnu par WoRMS)
- Dermatobranchus sp. 4 (non reconnu par WoRMS)

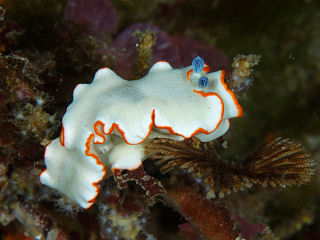
Dermatobranchus albopunctulatus
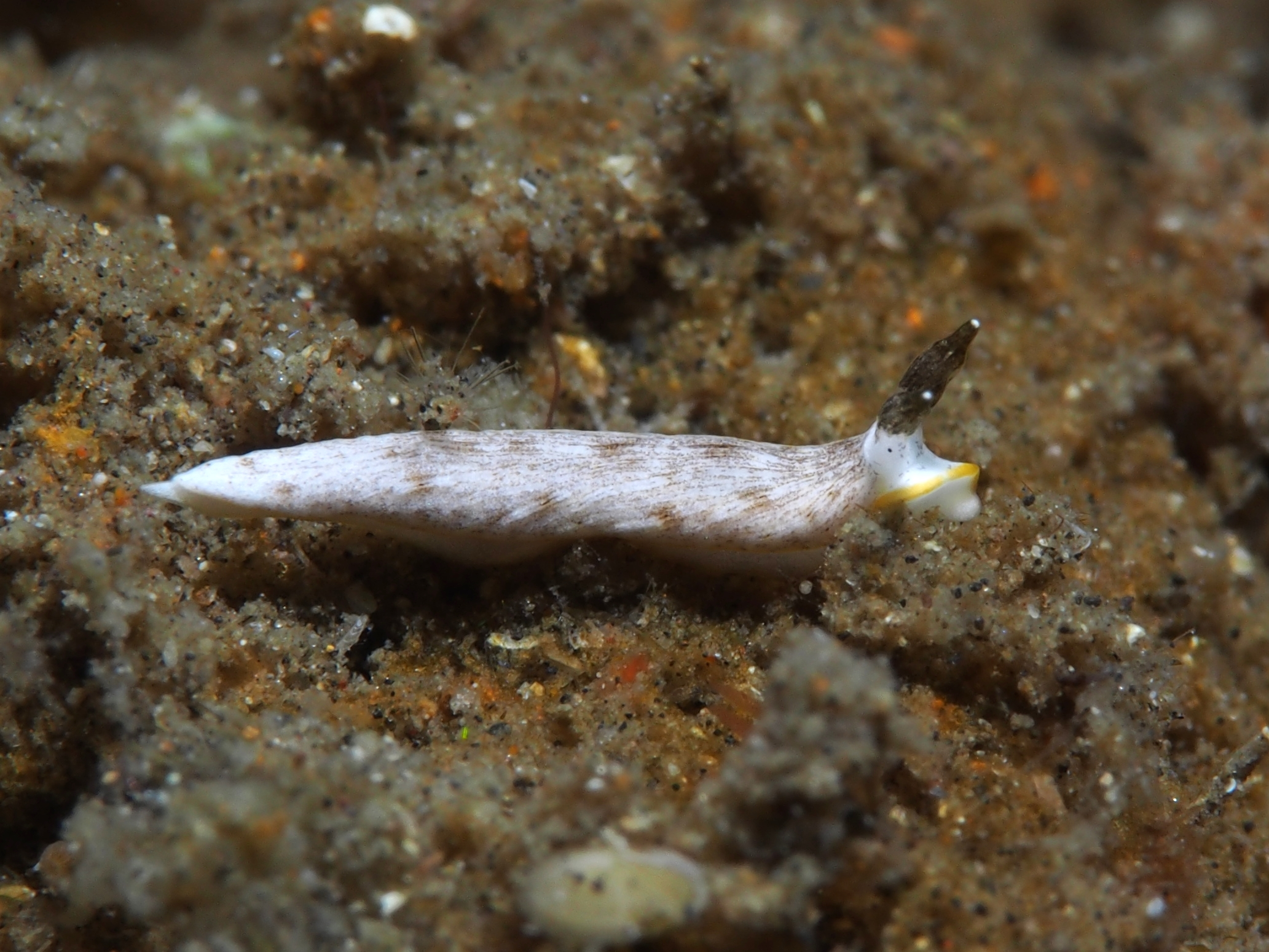
Dermatobranchus albus
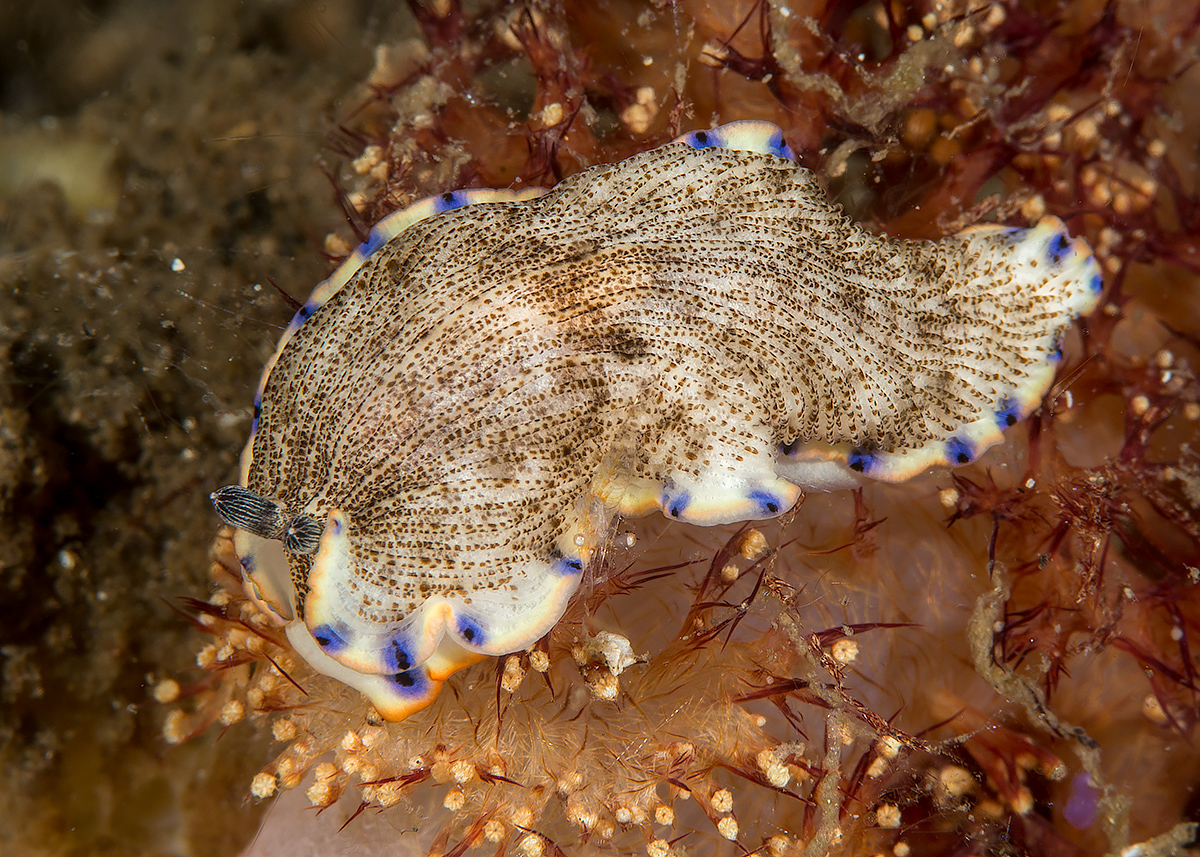
Dermatobranchus caeruleomaculatus
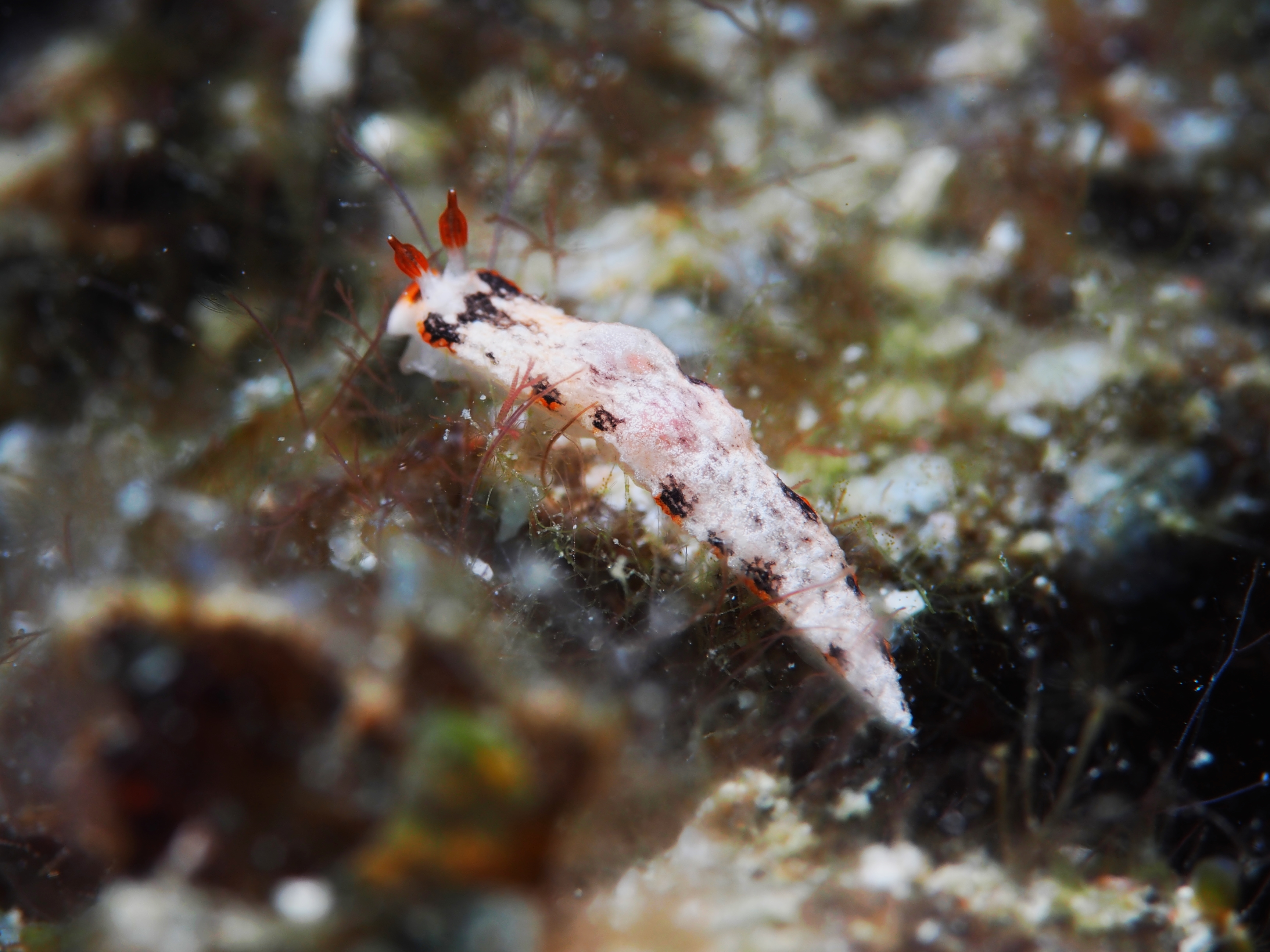
Dermatobranchus fortunatus
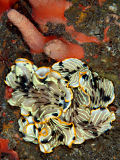
Dermatobranchus gonatophorus
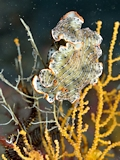
Dermatobranchus nigropunctatus
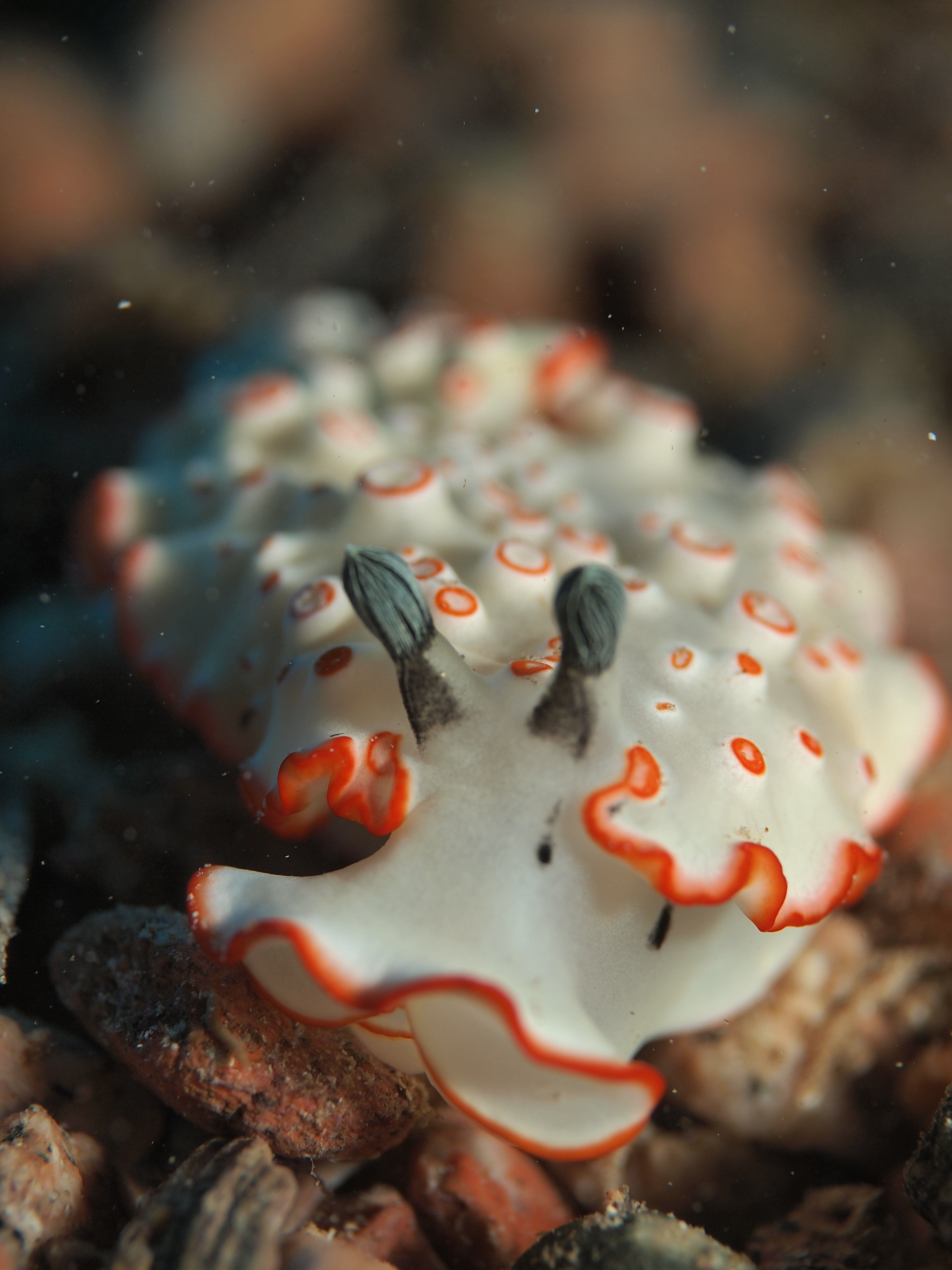
Dermatobranchus ornatus
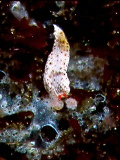
Dermatobranchus otome
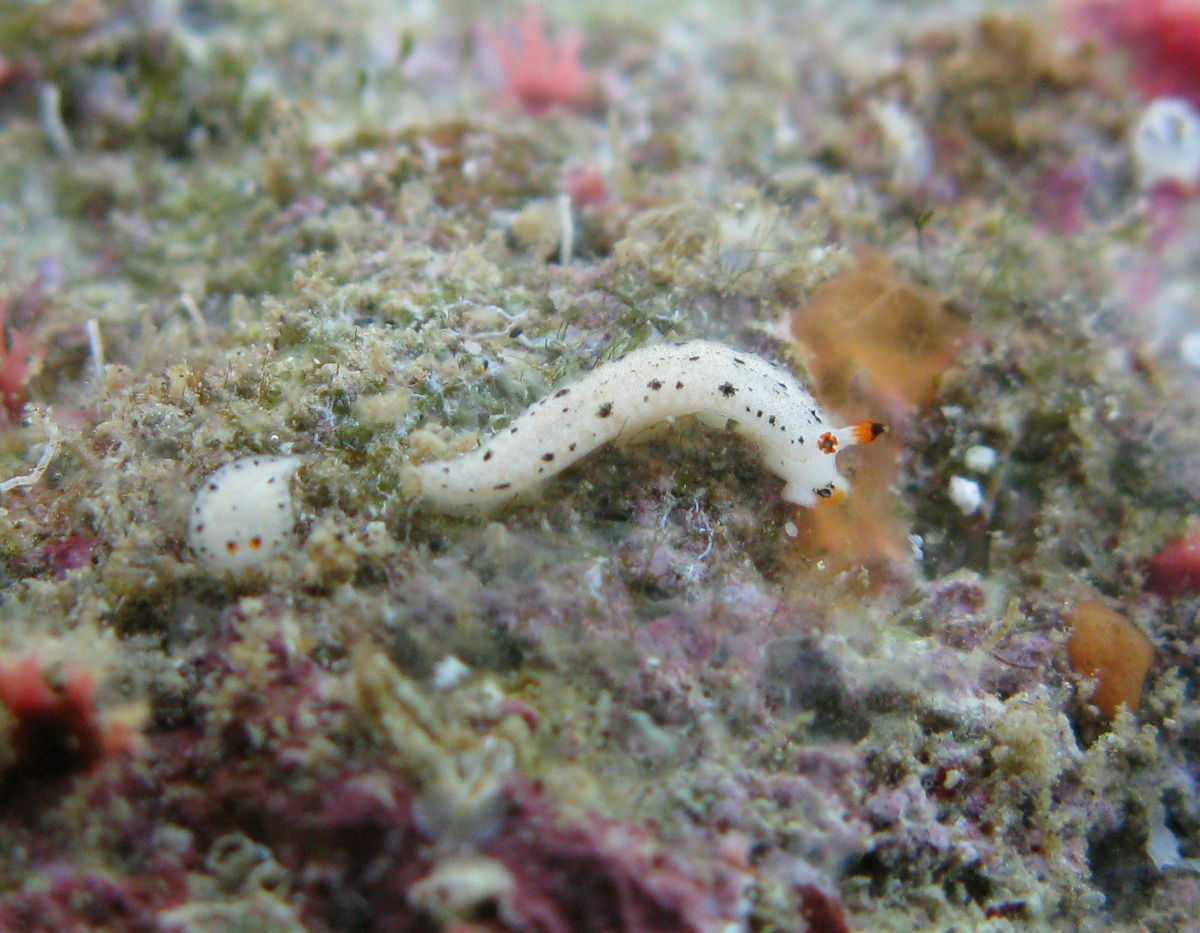
Dermatobranchus piperoides
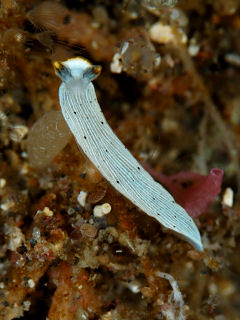
Dermatobranchus primus
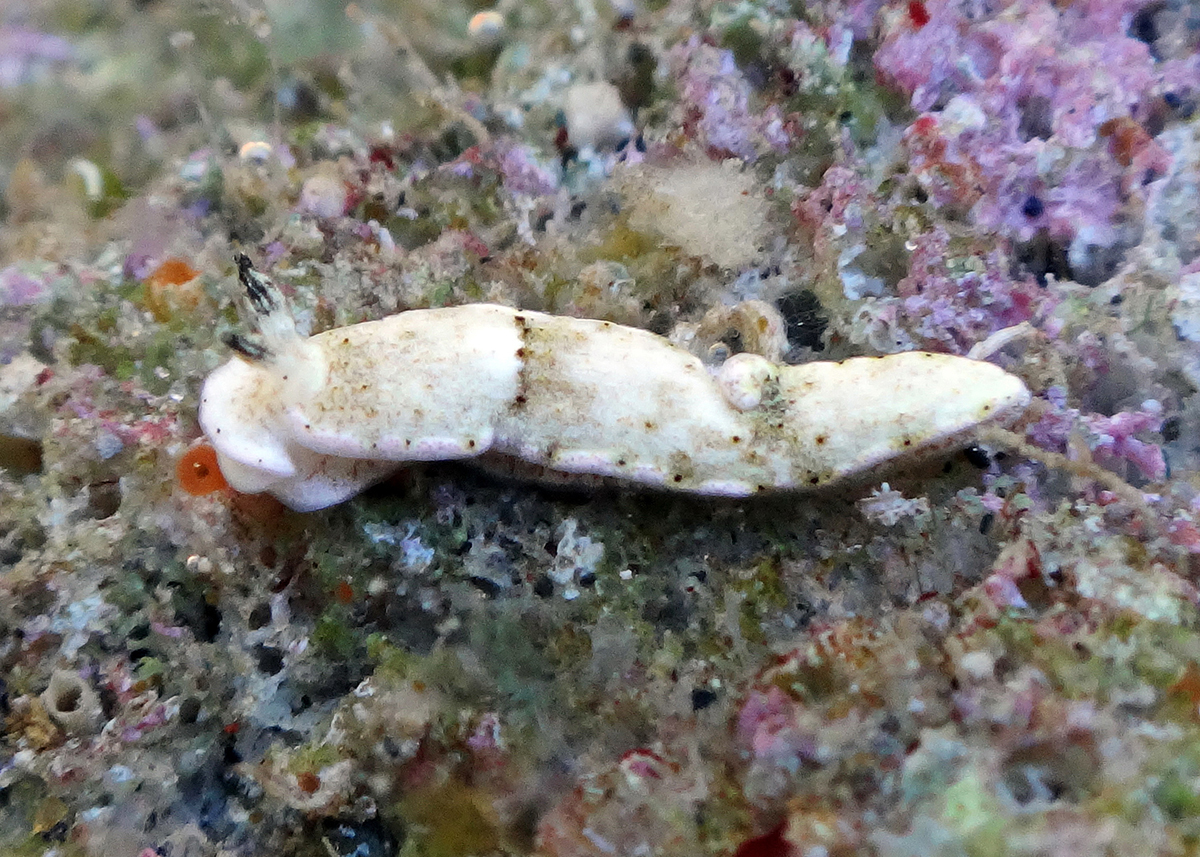
Dermatobranchus rodmani
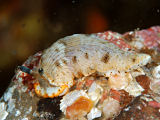
Dermatobranchus semistriatus
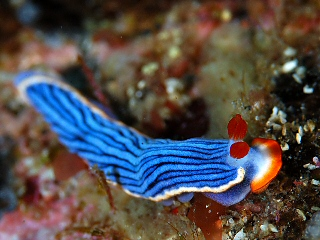
Dermatobranchus striatellus
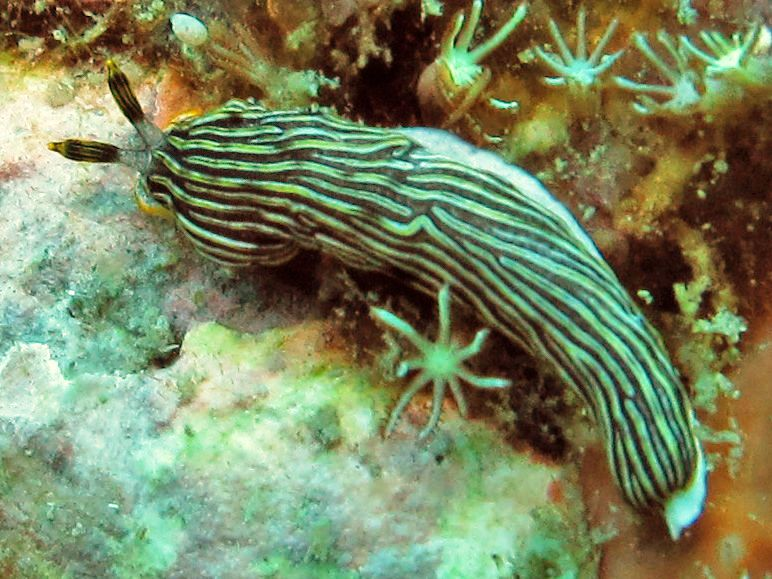
Dermatobranchus striatus
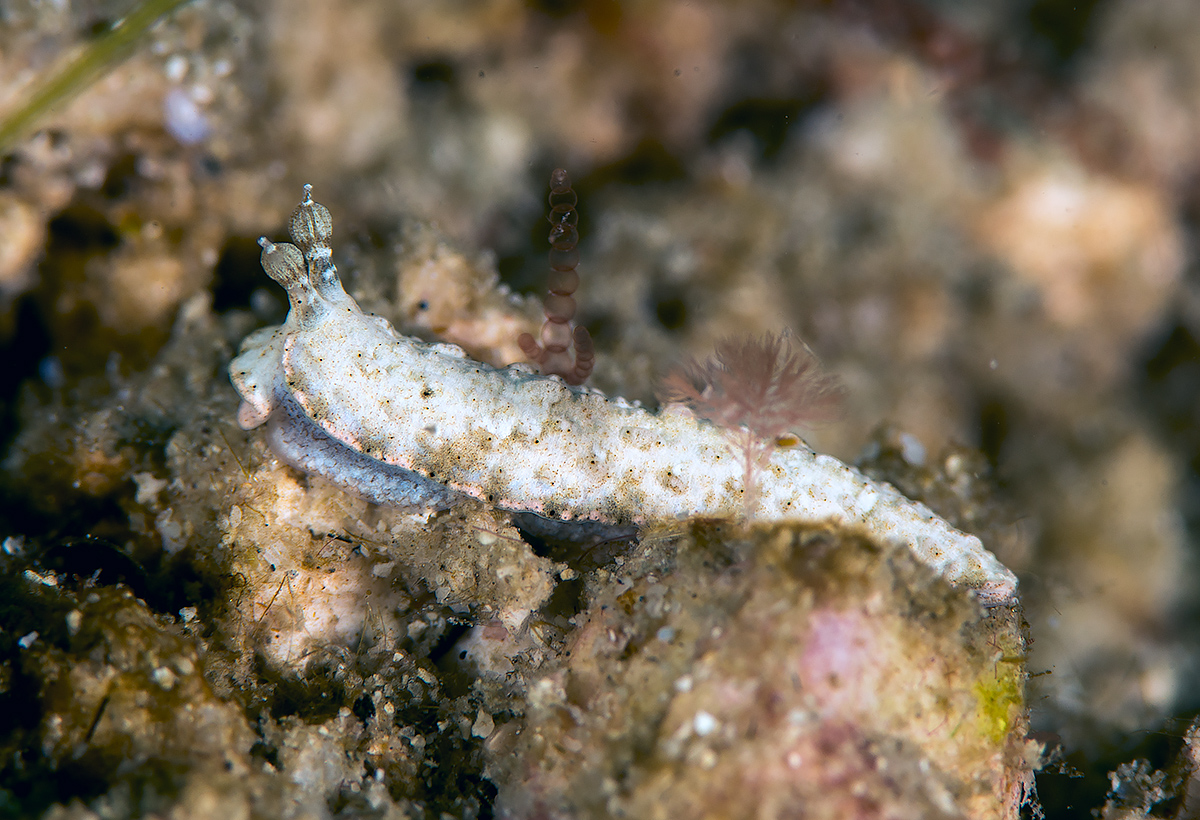
Dermatobranchus tuberculatus
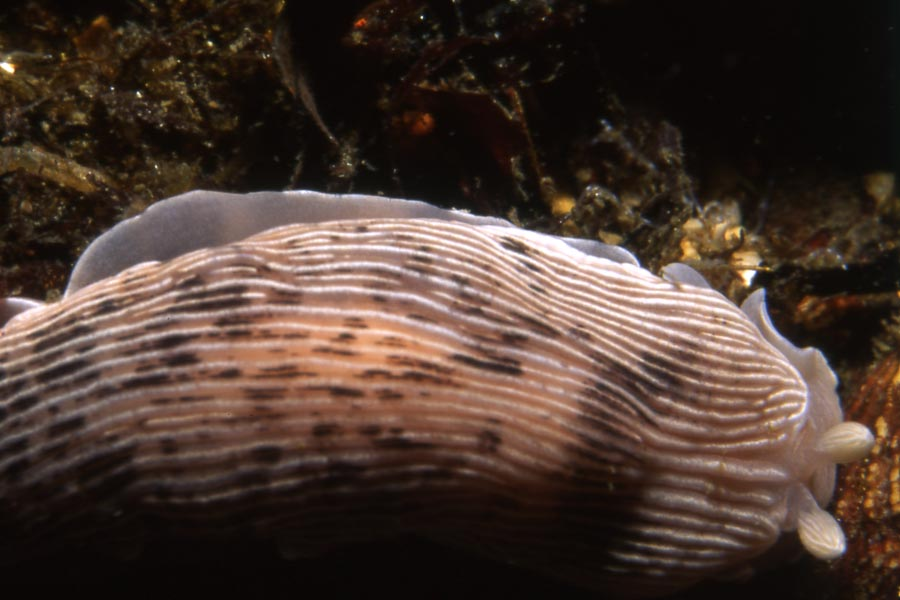
Dermatobranchus sp.4